# South African Airways Flight 295

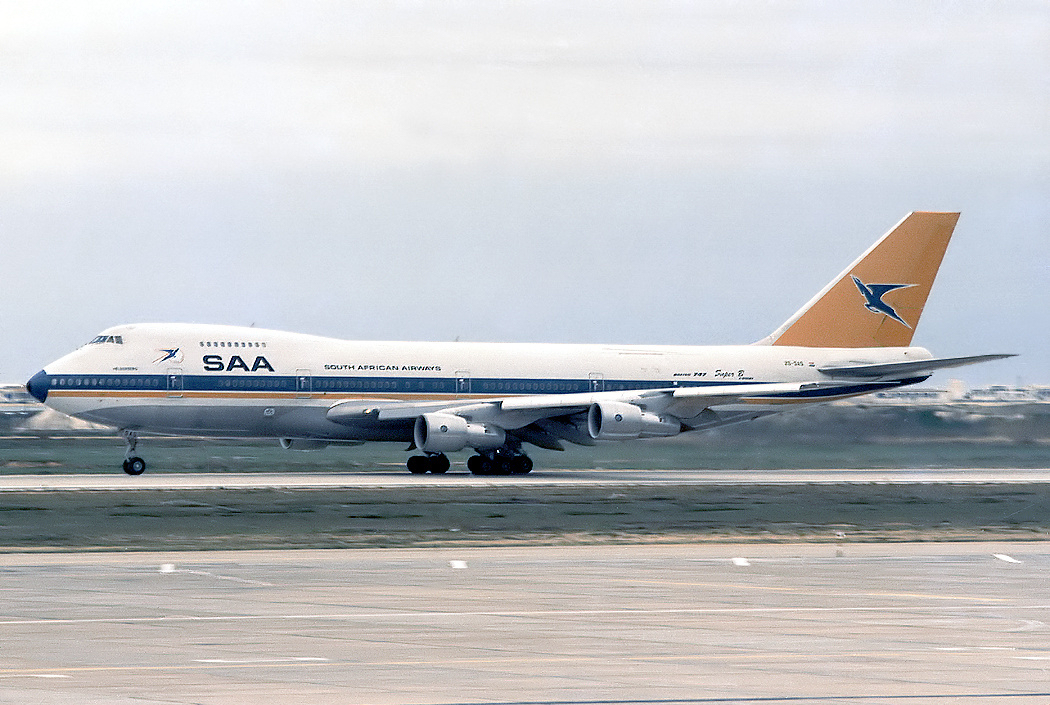
ZS-SAS, det förolyckade planet.

South African Airways Flight 295 var en sydafrikansk flyglinje med ett Boeing 747-plan som drabbades av en brand och därefter havererade ner i Indiska oceanen öster om Mauritius den 28 november 1987, varvid alla ombord omkom.

## Passagerare
Följande tabell visar nationaliten hos de omkomna. De flesta var sydafrikaner, taiwaneser och japaner.
| Nationalitet    | Passagerare | Besättning | Totalt |
| --------------- | ----------- | ---------- | ------ |
| Australien      | 2           | 0          | 2      |
| Danmark         | 1           | 0          | 1      |
| Västtyskland    | 1           | 0          | 1      |
| Hongkong        | 2           | 0          | 2      |
| Japan           | 47          | 0          | 47     |
| Sydkorea        | 1           | 0          | 1      |
| Mauritius       | 2           | 0          | 2      |
| Nederländerna   | 1           | 0          | 1      |
| Sydafrika       | 52          | 19         | 71     |
| Taiwan (Taiwan) | 30          | 0          | 30     |
| Storbritannien  | 1           | 0          | 1      |
| Total           | 140         | 19         | 159    |

En av de omkomna var den professionella brottaren Kazuharu Sonoda och hans flickvän Mayumi Sonoda (薗田 真弓 Sonoda Mayumi?).